# Aeroportul Mount Swan
Aeroportul Mount Swan (IATA: MSF, ICAO: YMNS) este un aeroport din Central Desert Region⁠(d), Teritoriul de Nord, Australia.
Situat la o altitudine de 525 m, aeroportul dispune de o singură pistă.